# Dottoressa Peluche
Dottoressa Peluche (Doc McStuffins) è una serie animata realizzata in computer grafica 3D, prodotta dalla Brown Bag Films e Walt Disney Pictures Television Animation Distribution e distribuita da Disney Junior Original Productions.
La regolare messa in onda è stata trasmessa negli Stati Uniti su Disney Junior dal 17 marzo 2012 e in Italia dal 21 maggio dello stesso anno su Disney Junior e in replica in chiaro su Rai 2 a partire dal 19 novembre del medesimo anno e su Rai Yoyo.

## Trama
La protagonista, Dottie, di 7 anni, ha una vita di bambina apparentemente normale fino a quando non rimane da sola con i suoi giocattoli. In quel momento essi si animano ed insieme alla loro padroncina curano altri giocattoli "malati" che, episodio dopo episodio, capita loro di incontrare.
Per la maggior parte delle volte, l'attività della dottoressa è ambulatoriale, cioè si risolve con una visita ed una cura. Non mancano però casi (come quello della Coach Kay nell'episodio 35 della seconda stagione), in cui si hanno veri e propri interventi con tanto di lettino operatorio, anestesia, ferristi e infermieri che seguono il paziente in un successivo ricovero che ogni volta essere stato guarito ringrazia la protagonista con una canzone.
Nelle ultimi due stagioni, la serie si sposta a Peluchelandia, una città fittizia in cui vivono giocattoli antropomorfi e Dottie e i suoi amici cominciano a lavorare nell'ospedale del paese e la serie diventa più avventurosa. 

## Personaggi principali
- Dottoressa Dottie Peluche, doppiata in inglese da Kiara Muhammad e di Laya DeLeon Hayes e doppiata in italiano da Monica Vulcano.
- Draghetto, doppiato in inglese da Robbie Rist e doppiato in italiano da Andrea Lavagnino.
- Bianchina, doppiata in inglese da Lara Jill Miller e doppiata in italiano da Monica Volpe.
- Nevino, doppiato in inglese da Jess Harnell e doppiato da Massimo Gentile (st. 1), da Massimo Lopez (st. 2-4) e da Saverio Indrio (st. 5+)
- Hallie, doppiata in inglese da Loretta Devine e doppiata da Antonella Rinaldi.
- Donny, doppiato in inglese da Jaden Betts e doppiato in italiano da Riccardo Suarez.
- Mamma, doppiata in inglese da Kimberly Brooks e doppiata in italiano da Sabine Cerullo.
- Papà, doppiato in inglese da Gary Anthony Williams e doppiato in italiano da Federico Di Pofi.
- Will, doppiato in inglese da Jay Gragnani e doppiato in italiano da Tito Marteddu.

## Episodi
| nº     | Titolo italiano                                                      |
| ------ | -------------------------------------------------------------------- |
| 1 x 1  | Il cavaliere coraggioso / Un caso molto spinoso                      |
| 1 x 2  | La scatola a sorpresa / Un campione senza carica                     |
| 1 x 3  | L'ora del tè / Il lancio                                             |
| 1 x 4  | Un aiutino al camioncino / Draghetto cuor di leone                   |
| 1 x 5  | Mangia, mangia, coccodrillo! / Una canzone stonata                   |
| 1 x 6  | Avventura in sala giochi / Notte stellata stellata                   |
| 1 x 7  | Le scimmiette abbracciate / La chela staccata                        |
| 1 x 8  | La terapia del singhiozzo / Incastrato                               |
| 1 x 9  | Sally soccorso / Pirati e robot                                      |
| 1 x 10 | Una nuova amica / Strappa la benda                                   |
| 1 x 11 | Elicottero a riposo / Il concorso nel parco                          |
| 1 x 12 | Tutta colpa della pioggia / Rimbalzino senza balzi                   |
| 1 x 13 | Cavaliere coraggioso / Hallie mi senti?                              |
| 1 x 14 | Balla, Bella Ballerina! / Scimmia Bollicine                          |
| 1 x 15 | Nella Natura / Una piccola grande balena                             |
| 1 x 16 | Un incidente di percorso / Walkie-Talkie innamorati                  |
| 1 x 17 | La bardana / A destra o a sinistra?                                  |
| 1 x 18 | Una festa a sorpresa per Hallie / Uno squalo con il mal di denti     |
| 1 x 19 | Mitici opossum / La coniglietta avvilita                             |
| 1 x 20 | Una giornata in piscina / Il chiassoso Louie                         |
| 1 x 21 | La Varicella Misteriosa / La Battaglia Dell'Acqua                    |
| 1 x 22 | La dottoressa non c'è / Un caso scottante                            |
| 1 x 23 | Buon Halloween! / La cura del Sole                                   |
| 1 x 24 | Nevino prende freddo / Gli occhiali da lettura                       |
| 1 x 25 | Abbracci di San Valentino / Un Orso Impolverato                      |
| 1 x 26 | Attenti a Bronti! / Il Bronto-Alito                                  |
| 2 x 1  | La clinica mobile / La scatola magica                                |
| 2 x 2  | Il super braccio del Super Eroe / La pecorella in un pasticcio       |
| 2 x 3  | La diagnosi fai da te / La coda storta                               |
| 2 x 4  | Frida, la fata aquilone / Due draghi fantastici                      |
| 2 x 5  | Il mondo in rosa / Vincente, perdente                                |
| 2 x 6  | Il Lu'Au di Leilani / Canguri Karate                                 |
| 2 x 7  | Il salvataggio di Daisy / Attenzione alla testa                      |
| 2 x 8  | Daisy Fashion / I fratelli aeroplanini                               |
| 2 x 9  | Sir Kirby e il Re / Scimmia Bollicine, soffiati il naso              |
| 2 x 10 | La Professoressa appiattita / Risate a crepapelle                    |
| 2 x 11 | Un Natale speciale in casa Peluche                                   |
| 2 x 12 | Il dottore è subito da te / Eggy sente caldo                         |
| 2 x 13 | Dormire a casa di amici / Le macchie del ghepardo                    |
| 2 x 14 | Hallie in televisione / Profumo di Dolce Pesca                       |
| 2 x 15 | La Celestiale Celeste / La grande corsa                              |
| 2 x 16 | Un grosso nodo di fata / Rosie l'ambulanza                           |
| 2 x 17 | L'avventura e selvaggio Will / La scatenata mandriana Sal            |
| 2 x 18 | Porta tuo figlio al lavoro / La moto di Star Blazer Zero             |
| 2 x 19 | La grande tempesta / Mitzi Spruzzi                                   |
| 2 x 20 | Il gioco di papà / Il cestino natalizio                              |
| 2 x 21 | Sir Kirby e l'audace principessa / Sam il serpente fa uno spruzzo    |
| 2 x 22 | Re Malvagio e la Perfida Regina / Facciamo una passeggiata           |
| 2 x 23 | Un giocattolo appiccicaticcio / C'è un re nel tuo pancino            |
| 2 x 24 | Una giornata complicata / Un agente fuorilegge                       |
| 2 x 25 | Specchio specchio del mio pinguino / Giochiamo a nascondino          |
| 2 x 26 | Lezione di medicina di Dottie / I super fantastici ultra saltatori   |
| 2 x 27 | Florence, un sogno avverato                                          |
| 2 x 28 | Hazel resta a dormire / Colazione con Bronty                         |
| 2 x 29 | Un duro addestramento / Un salto pericoloso                          |
| 2 x 30 | La tartaruga timida / Il comandante "No"                             |
| 2 x 31 | Il pipistrello fragile e scontroso / Ruby Rock Star e i giocattoli   |
| 2 x 32 | Un giorno senza coccole / Chiara, il caleidoscopio                   |
| 2 x 33 | Un taxi da schianto / Luna sulla luna                                |
| 2 x 34 | Completamente a fuoco / L'esigente Nikki                             |
| 2 x 35 | Una operazione difficile / Un giocattolo al sole                     |
| 2 x 36 | Tre capre accoccolate / Il panico del nuotatore                      |
| 2 x 37 | Fido riportalo / I gemelli volteggianti                              |
| 3 x 1  | La bua del pancino di Teddy / Spruzza e scappa                       |
| 3 x 2  | Bess spicca il volo / Dentro la scatola                              |
| 3 x 3  | Bianchina Chef / Molly Molly bocca piena                             |
| 3 x 4  | La squadra dei miei sogni / L'imbottitura di Nevino                  |
| 3 x 5  | Il miglior amico di un drago                                         |
| 3 x 6  | Porta il tuo animale dal veterinario / Il comandante dell'astronave  |
| 3 x 7  | Draghetto e Pastrocchio / Il gioco del trono                         |
| 3 x 8  | Coccolosa Hallie / Paulo salta molla                                 |
| 3 x 9  | L'infermiera / Il caso dei brillantini                               |
| 3 x 10 | Dottie va a Washington / Winnie senza fiato                          |
| 3 x 11 | Hallie Halloween / Liberiamo Gustavo!                                |
| 3 x 12 | L'incredibile Dimitri / La gattina di Bianchina                      |
| 3 x 13 | Alla ricerca di Pastrocchio / Perfetto così com'è                    |
| 3 x 14 | Bianchina Sporchina / Un tutù per Mu-Mu                              |
| 3 x 15 | La nuova infermiera / Il bottone allentato di Nevino                 |
| 3 x 16 | Dillo ancora, Sadie / Potere della mente                             |
| 3 x 17 | Iccio ghiacciato / Goal!                                             |
| 3 x 18 | Amici spaziali per sempre / Liv, un cucciolo per Luna                |
| 3 x 19 | Il torneo di Kirby / Lenny ridolino                                  |
| 3 x 20 | Lancio nell'ignoto / Vai col ballo                                   |
| 3 x 21 | La sorpresa / Nevino altruista                                       |
| 3 x 22 | Il giorno di San Patrizio / Un salvataggio gigante                   |
| 3 x 23 | Fuga da casa / La corsa in bicicletta                                |
| 3 x 24 | Citty Volontaria / Una cura per il Re                                |
| 3 x 25 | Arriva il nuovo bambino                                              |
| 3 x 26 | Il nome giusto / Notte notte, Lala                                   |
| 3 x 27 | La ragazza del lago / Canguri cintura nera                           |
| 3 x 28 | Jony il pony / L'insonnia di Draghetto                               |
| 3 x 29 | Il drago più scorticato / Tutto per tutto                            |
| 4 x 1  | Benvenuti a Peluchelandia - Prima parte                              |
| 4 x 2  | Benvenuti a Peluchelandia - Seconda parte                            |
| 4 x 3  | Primo giorno alla scuola di medicina / Draghetto ottiene un incarico |
| 4 x 4  | Turno di notte / Le visite di Nevino                                 |
| 4 x 5  | È arrivata la cicogna / Un'ambulanza per Draghetto                   |
| 4 x 6  | Fatta per essere infermiera / Missione di soccorso al ranch          |
| 4 x 7  | Il primo bagnetto di Didi / Il paziente più impaziente               |
| 4 x 8  | Nevino e la palla di vetro / Hallie afona                            |
| 4 x 9  | Lezione di Diagnosi / Le lezioni di Katie Karaoke                    |
| 4 x 10 | Nikki al pronto soccorso / Amici reali                               |
| 4 x 11 | La casa gonfiabile / Il miglior cucciolo terapeutico                 |
| 4 x 12 | Il Sindaco di Peluchelandia / Il mostro del lago                     |
| 4 x 13 | Chuck impara a guardare / Emergenza festa di compleanno              |
| 4 x 14 | Camilla supera la sua paura / I baffi sbilenchi di Willow            |
| 4 x 15 | Nel bosco dei cento Acri!                                            |
| 4 x 16 | Un cucciolo per amico / Uno spettacolo... spaventoso                 |
| 4 x 17 | Gus guarisci presto / Triceratopi in difficoltà                      |
| 4 x 18 | La coraggiosa Anna / Waddly tanti abbracci                           |
| 4 x 19 | Scambio di lavoro / Il re sonnambulo                                 |
| 4 x 20 | Un pipistrello sonnacchioso / Non si tocca!                          |
| 4 x 21 | Bianchina e i bèbè giocattoli                                        |
| 4 x 22 | Il piano di emergenza / Una papera ciarlatana                        |
| 4 x 23 | La Squadra Soccorso - Prima Parte                                    |
| 4 x 24 | La Squadra Soccorso - Seconda Parte                                  |
| 4 x 25 | Una sirena a centrocampo / La hula hawaiana                          |
| 4 x 26 | L'emergenza di Daisy / Orario di visita                              |
| 4 x 27 | Nata per essere libera / Ballo a palazzo                             |
| 4 x 28 | Sulle ruote / Casa è dove si trova il frutto                         |
| 5 x 1  | Soccorso cuccioli: Soccorso amici animali                            |
| 5 x 2  | Soccorso cuccioli: Un cucciolo per tutti                             |
| 5 x 3  | Lo speciale di Natale della Dott.ssa Peluche                         |
| 5 x 4  | Soccorso cuccioli: Giocattoli nello spazio                           |
| 5 x 5  | Baby Peluche: Avventura a Bebelandia                                 |
| 5 x 6  | Super Safari: Il Safari di Draghetto                                 |
| 5 x 7  | Baby Peluche: Pasticcio nella giungla                                |
| 5 x 8  | Soccorso al Polo Nord: Esposizione Artica                            |
| 5 x 9  | Baby Peluche: Jumbo Mumbo                                            |
| 5 x 10 | Ospedale dei giocattoli: Hallie Trap                                 |
| 5 x 11 | Ospedale dei giocattoli: Persi e ritrovati                           |
| 5 x 12 | Ospedale dei giocattoli: La dura vita di un dottore                  |
| 5 x 13 | Super Safari: Uno splendore splendente - Prima parte                 |
| 5 x 14 | Super Safari: Uno splendore splendente - Seconda parte               |
| 5 x 15 | Soccorso al Polo Nord: Emergenza caldo - Prima parte                 |
| 5 x 16 | Soccorso al Polo Nord: Emergenza caldo - Seconda parte               |

## Curiosità
Come dice il titolo del quindicesimo episodio della quarta stagione, i personaggi del franchise di Winnie the Pooh sono delle guest star nel episodio.